# Championnats du monde de luge 2019
Navigation
Édition précédente Édition suivante
Les Championnats du monde de luge 2019 se déroulent du 25 au 27 janvier 2019 à Winterberg (Allemagne) sous l'égide de la Fédération internationale de luge de course (FIL). Il y a sept titres à attribuer, deux pour les hommes (sprint + épreuve habituelle), deux pour les femmes (sprint + épreuve habituelle), deux pour le double hommes (sprint + épreuve habituelle) et enfin un pour le relais mixte par équipes. Il s'agit d'une compétition annuelle (hors année olympique).
Le calendrier des épreuves est le suivant :
- 25 janvier 2019 : Sprints
- 26 janvier 2019 : Femmes
- 26 janvier 2019 : Doubles Hommes
- 27 janvier 2019 : Hommes
- 27 janvier 2019 : Relais Mixte

## Tableau des médailles
| Rang | Nation     | Or | Argent | Bronze | Total |
| ---- | ---------- | -- | ------ | ------ | ----- |
| 1    | Allemagne  | 5  | 5      | 2      | 12    |
| 2    | Autriche   | 1  | 2      | 2      | 5     |
| 3    | Russie     | 1  | 0      | 2      | 3     |
| 4    | États-Unis | 0  | 0      | 1      | 1     |

## Podiums
| Épreuves                | Or                                                            | Argent                                             | Bronze                                                      |
| ----------------------- | ------------------------------------------------------------- | -------------------------------------------------- | ----------------------------------------------------------- |
| Hommes                  | Felix Loch                                                    | Reinhard Egger                                     | Semen Pavlichenko                                           |
| Sprint Hommes           | Jonas Müller                                                  | Felix Loch                                         | Semen Pavlichenko                                           |
| Double-hommes           | Allemagne Toni Eggert Sascha Benecken                         | Allemagne Tobias Wendl Tobias Arlt                 | Autriche Thomas Steu Lorenz Koller                          |
| Sprint Double-hommes    | Allemagne Toni Eggert Sascha Benecken                         | Allemagne Tobias Wendl Tobias Arlt                 | Autriche Thomas Steu Lorenz Koller                          |
| Femmes                  | Natalie Geisenberger                                          | Julia Taubitz                                      | Emily Sweeney                                               |
| Sprint Femmes           | Natalie Geisenberger                                          | Julia Taubitz                                      | Dajana Eitberger                                            |
| Relais mixte par équipe | Russie Tatiana Ivanova Semen Pavlichenko Yuzhakov / Prokhorov | Autriche Hannah Prock Reinhard Egger Steu / Koller | Allemagne Natalie Geisenberger Felix Loch Eggert / Benecken |